# نیلس ووس
نیلس ووس (انگلیسی: Nils Voss; ۲۲ فوریهٔ ۱۸۸۶ – ۷ اکتبر ۱۹۶۹) ژیمناست هنری اهل نروژ بود.